# Équipe du Japon de beach soccer
L'équipe du Japon de beach soccer est une sélection qui réunit les meilleurs joueurs japonais dans cette discipline.

## Histoire
Le Japon possède depuis le début des années 1990 une équipe particulièrement compétitive sur le sable. L'équipe a d'ailleurs prouvé sa régularité en se qualifiant pour les sept éditions de la Coupe du monde FIFA avec, en point d'orgue, une 4e place lors du tout premier tournoi en 2005.
Lors du Championnat d'Asie 2013, s'ils s'enchaînent les buts, les Japonais sont bousculés dans la plupart des matches disputés au cours du tournoi qualificatif de Doha. Malmenés par le Liban en phase de groupes puis secoués par l'Australie en demi-finale. En finale, après avoir mené 6-3, les champions d'Asie en titre semblent bien partis pour conserver leur titre, mais l'Iran revient au score pour finalement s'imposer aux tirs au but, mettant au passage en évidence les carences japonaises dans le secteur défensif. Sur la plage qatarie, les Japonais déploient un jeu tout en vitesse et totalisé 24 buts en 5 rencontres.
Pour la Coupe du monde 2013, le Japon tombe dans le groupe D, l'un des plus relevés de cette compétition, avec la Russie, tenant et favori de la compétition, ainsi que le Paraguay et la Côte d'Ivoire. Avant le début de la compétition, aucun observateur ne doute sur la première place qui est promise au tenant du titre. Pour la deuxième place, le Japon est légèrement préféré aux autres équipes. Le Japon maîtrise ses deux adversaires après avoir perdu face à la Russie et se qualifie pour le tour suivant. En quart de finale, le Brésil se dresse sur leur route mais les Japonais posent de gros problèmes aux quadruples champions du monde, qui ne font la différence qu'en fin de match (4-3).

## Palmarès
- Coupe du monde
  - Finaliste en 2021
  - 4e en 2000 et 2005
  - Quart de finaliste en 1999, 2006, 2009, 2013 et 2025

- BSWW Mundialito
  - 4e en 2013

- Championnat d'Asie (3)
  - Vainqueur en 2009, 2011 et 2019
  - Finaliste en 2006, 2007, 2008, 2013, 2015 et 2023

## Personnalités

### Anciens joueurs
- Rikarudo Higa
- Masakiyo Maezono

### Effectif actuel
Effectif retenu pour la Coupe du monde 2013 :
| N° | Nom                  | Poste      |
| -- | -------------------- | ---------- |
| 1  | Shingo Terukina      | Gardien    |
| 2  | Keisuki Matsuda      | Pivot      |
| 3  | Hirofumi Oda         | Défenseur  |
| 4  | Shinji Makino        | Défenseur  |
| 5  | Teruki Tabata        | Défenseur  |
| 6  | Naoya Matsuo         | Pivot      |
| 7  | Takeshi Kawaharazuka | Ailier     |
| 8  | Masahito Toma        | Défenseur  |
| 9  | Shusei Yamauchi      | Pivot      |
| 10 | Ozu Moreira          | Défenseur  |
| 11 | Masayuki Komaki      | Ailier     |
| 12 | Tomoya Ginoza        | Gardien    |
|    | Ruy Ramos            | Entraineur |